# Mytilus planulatus
Mytilus planulatus é uma espécie de molusco bivalve filtrador marinho da família Mytilidae, que integra o complexo específico de Mytilus edulis. A espécie corresponde a uma linhagem austral do complexo específico, distinta, tendo distribuição natural na costa sul da Austrália e nas costas da Tasmânia e Nova Zelândia.